# Pelochyta degenera
Pelochyta degenera är en fjärilsart som beskrevs av Walker 1855. Pelochyta degenera ingår i släktet Pelochyta och familjen björnspinnare. Inga underarter finns listade i Catalogue of Life.